# Wilhelm Bauer (inżynier)
Wilhelm Bauer (ur. 23 grudnia 1822, zm. 20 czerwca 1875) – niemiecki inżynier i wynalazca, pionierski konstruktor okrętów podwodnych napędzanych siłą ludzkich mięśni. Był jednym z najbardziej znaczących konstruktorów okrętów podwodnych drugiej połowy dziewiętnastego wieku. Między rokiem 1850 a 1875 zaprojektował kilka jednostek podwodnych, których projekty usiłował sprzedać rządom Niemiec, Francji, Wielkiej Brytanii, Rosji, Austrii oraz Stanów Zjednoczonych. 

## Życiorys
W młodości Wilhelm Bauer poznawał techniki obróbki drewna, później, idąc w ślady ojca – sierżanta kawalerii, wstąpił do wojska. Służąc w artylerii, był świadkiem niemiecko-duńskiej wojny o Szlezwik (1848-1851). Zastanawiając się nad sposobem przerwania blokady morskiej, jaką nałożyła flota duńska na północne wybrzeża Niemiec, wpadł na pomysł nowego typu statku – podwodnego. W związku z tym zajął się zgłębianiem tajników konstrukcji statków i hydrauliki.
Zanim jednak jego studia przyniosły owoce, Związek Niemiecki zdecydował o oddaniu Danii spornego regionu. Bauer zrezygnował więc ze dotychczasowej służby i zaciągnął się do armii Schleswigu-Holsteinu. Z trudnością przychodziło mu przekonanie administracji wojskowej do swoich planów i zdobycie funduszy. Dzięki pomocy m.in. Wernera von Simensa otrzymał jednak niewielką sumę pieniędzy na skonstruowanie modelu swojego okrętu podwodnego.

## Brandtaucher

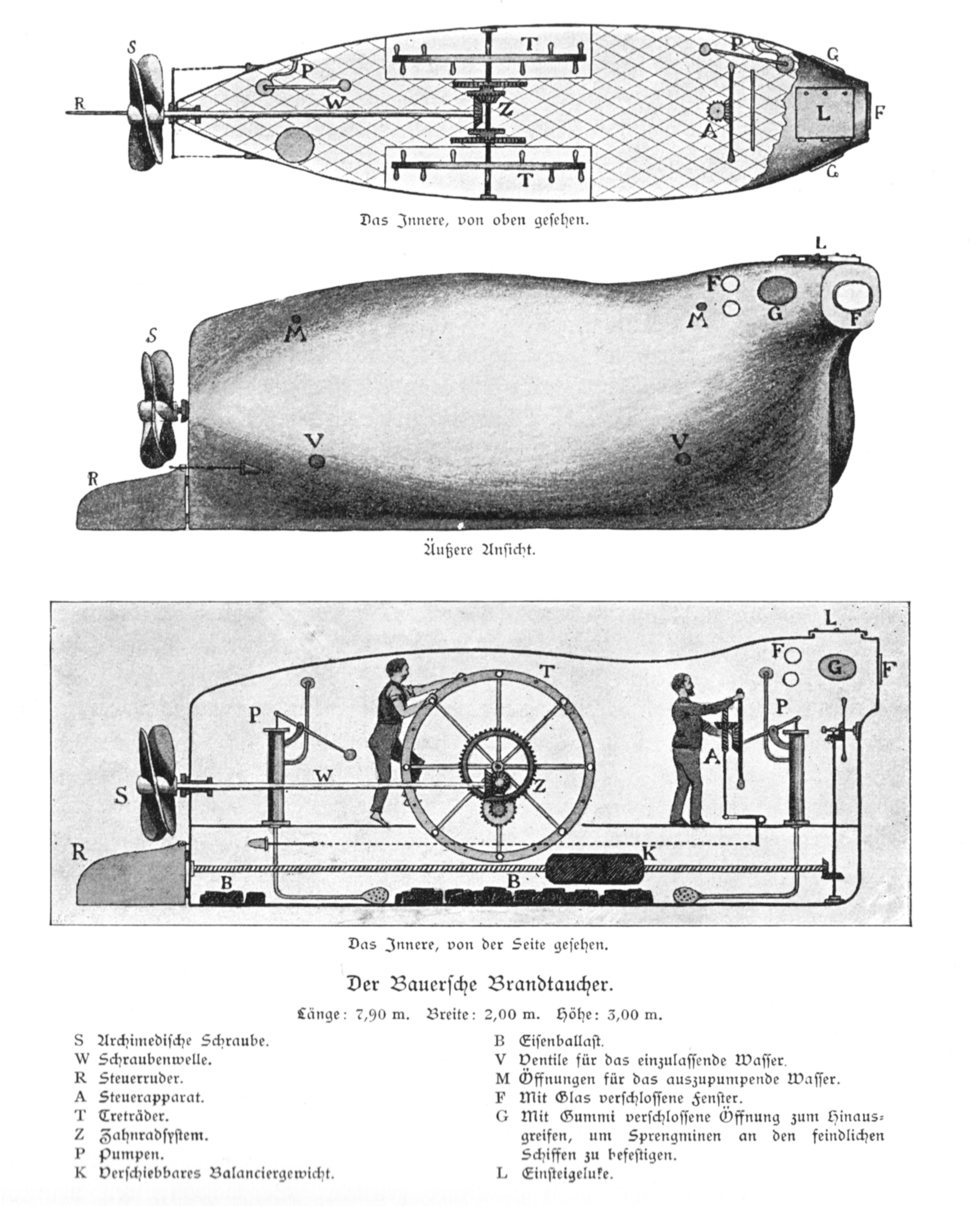
Skizze des Brandtaucher

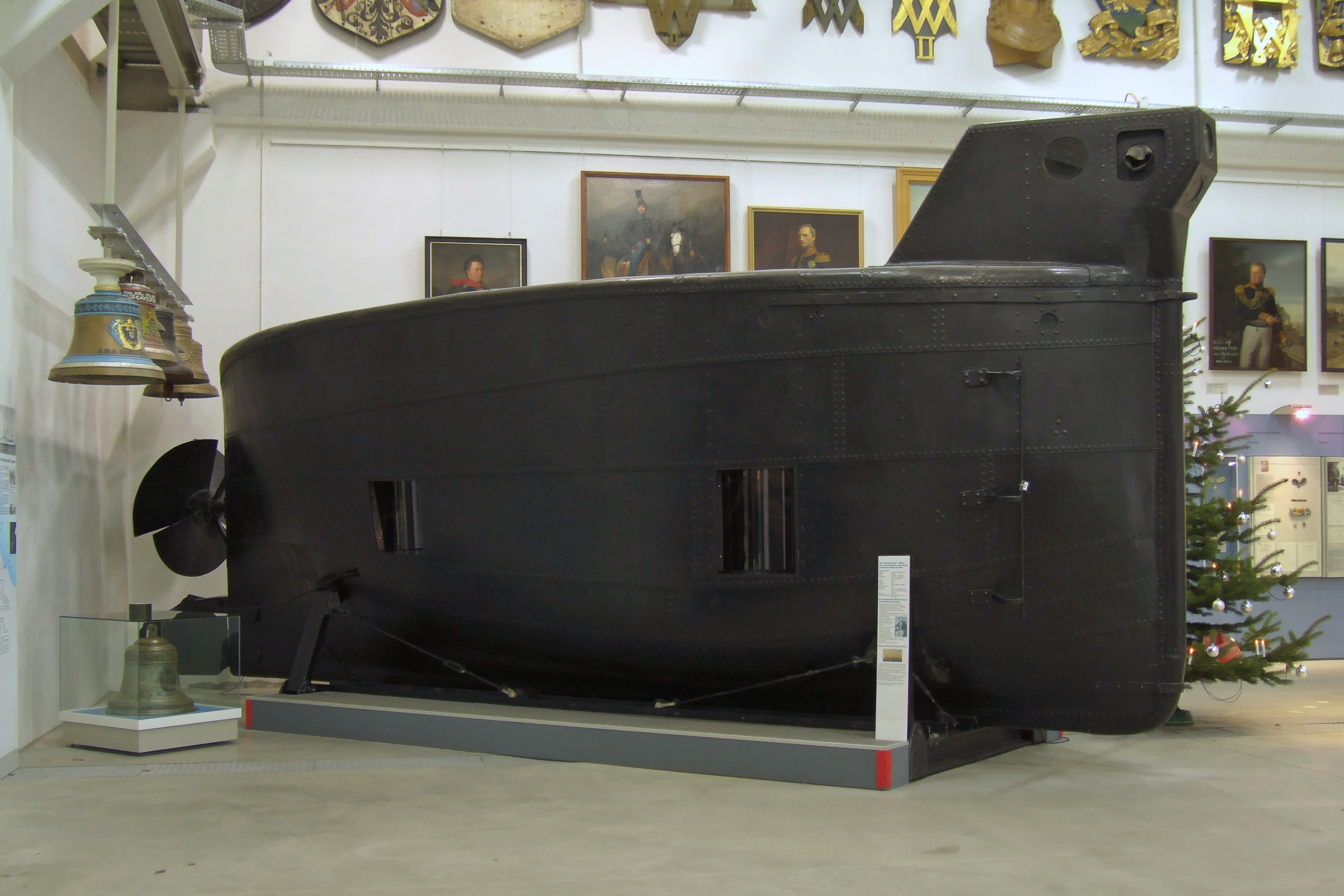
„Brandtaucher” w muzeum w Dreźnie

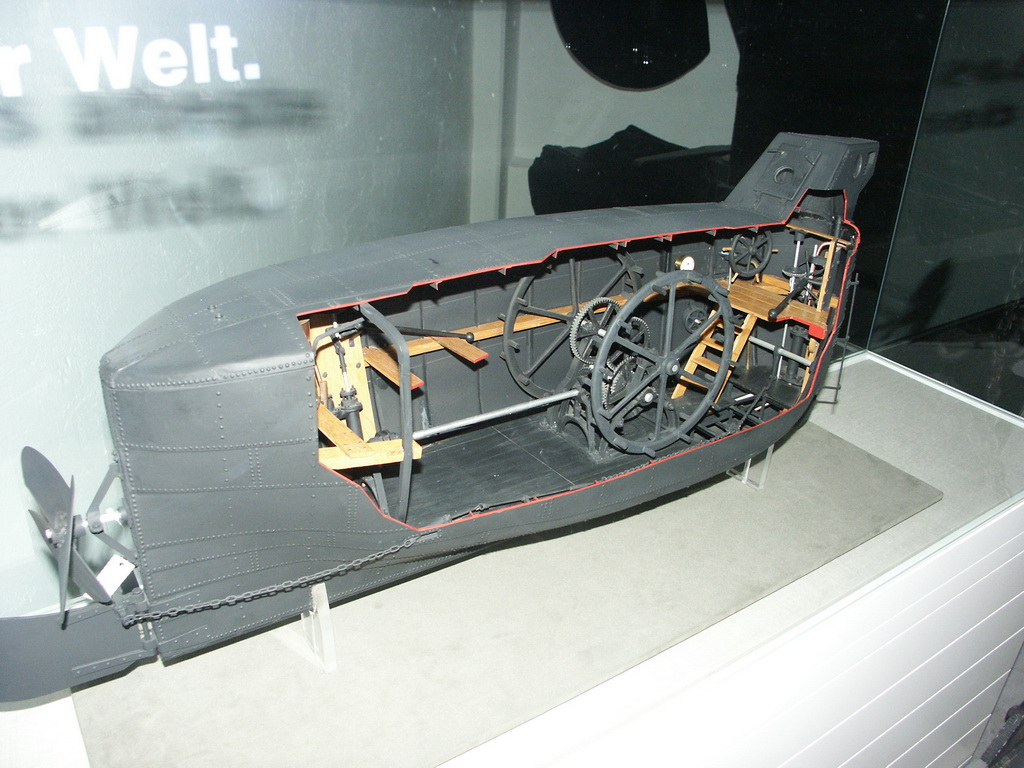
Przekrój jednostki (muzeum w Dreźnie)

Pomysł Bauera opierał się na sprawdzonej koncepcji branderów – umyślnie podpalanych jednostek wypełnionych łatwopalnymi materiałami, puszczanych z wiatrem lub prądem w stronę floty przeciwnika. W zamyśle okręt miał zbliżać się pod powierzchnią wody do okrętu nieprzyjaciela, jego załoga mocowałaby do kadłuba minę i detonowałaby ją z bezpiecznej odległości (na podobnej zasadzie opierały się inne konstrukcje z tamtego okresu: „Turtle” czy późniejszy „H.L. Hunley”). 
Ponieważ próby z modelem wykonanym własnoręcznie przez Bauera okazały się udane, uzyskał fundusze na budowę pełnowymiarowej jednostki, która nazwał „Brandtaucher”. Okręt, wykonany w stoczni Augusta Howaldta, miał ok. 8 m długości i ważył ok. 30,5 tony. Ponieważ nie dysponowano wtedy jeszcze odpowiednim napędem mechanicznym, zastąpiła go siła ludzkich mięśni. Dwóch członków załogi obracało ogromne koło, które napędzało śrubę. Trzeci – kapitan – zajmował się sterowaniem; po dotarciu do celu miał on za pomocą szczelnej, gumowej rękawicy umieścić ładunek na jego kadłubie.
Pierwsze próby jednostki miały miejsce w grudniu 1850. Bauer chciał poczynić dalsze udoskonalenia okrętu, i tak już na żądanie władz wojskowych pomniejszonego i uproszczonego (ze względu na koszty), a przez to mniej stabilnego. Polecono mu jednak przeprowadzić publiczną prezentację wynalazku w lutym 1851. Próba zakończyła się klęską – „Brandtaucher” zaczął tonąć i uszkodzony osiadł na dnie Zatoki Kilońskiej. Bauer i jego załoga zdołali wydostać się dopiero po 6 godzinach.
W 1887 okręt został podniesiony i obecnie jest wystawiony w Muzeum Wojskowo-Historycznym Bundeswehry w Dreźnie.

## Seeteufel
Mimo niepowodzenia, Bauer szybko zaczął tworzyć plany nowego, większego i doskonalszego okrętu podwodnego. Rząd Schleswigu-Holsteinu odmówił jednak finansowania dalszych prób, w związku z tym wynalazca poszukiwał nowego mecenasa m.in. w Austro-Węgrzech, Imperium Brytyjskim czy Francji. Ostatecznie znalazł go w Rosji. W Sankt Petersburgu skonstruował swój drugi okręt, który nazwał „Seeteufel”. Zachowało się o nim mniej informacji niż o poprzedniku – wiadomo, że był dwa razy większy, miał stalowy kadłub o grubości 0,5 cala z 21 iluminatorami. Załoga miała liczyć 12 osób.
"Seeteufel” okazał się dobrym projektem. W przeciągu 4 miesięcy wykonał 133 udanych zanurzeń, jednak kolejne okazało się pechowe. Okręt uderzył w dno i chociaż wynurzono się na tyle, że załoga (w tym sam Bauer) zdołała go opuścić, to jednak jednostki nie udało się uratować przed zatonięciem.

## Dalsze losy
Po tym wydarzeniu Bauer opuścił Rosję. Gdy zdał sobie sprawę, że nie jest w stanie zdobyć funduszy na budowę kolejnego okrętu, zajął się innymi projektami. 
Zmarł w 1875 w Monachium. Został pochowany na Starym Cmentarzu Północnym w Monachium.
W 1960 imieniem Wilhelma Bauera nazwano niemiecki okręt podwodny – był to podniesiony z dna U-Boot typu XXI – U-2540.